# GSVE Delitzsch
Der GSVE Delitzsch (Gymnasialer Sportverein Ehrenberg) ist ein Volleyball-Verein aus Delitzsch in Nordsachsen, dessen erste Männermannschaft in der 2. Bundesliga spielte.

## Geschichte
2003 gelang der ersten Männermannschaft der Aufstieg in die 2. Bundesliga Süd. Durch einen zweiten Platz in der Saison 2005/06 gelang der Aufstieg in die 1. Bundesliga, wo man aber nach nur einer Saison 2007 wieder in die 2. Liga absteigen musste. In der Saison 2011/12 erreichte das Team den ersten Platz in der 2. Bundesliga Süd. Der Aufstieg wurde aber abgelehnt. In den Folgejahren erreichte man zunächst Platzierungen im vorderen Mittelfeld, musste dann allerdings nach einem elften Platz in der Saison 2017/18 in die 3. Liga absteigen. Als Meister der 3. Liga Ost gelang 2019 der sofortige Wiederaufstieg. Auch zur Saison 2021/22 spielt die erste Männermannschaft des GSVE Delitzsch in der 2. Bundesliga Süd.

## Spielstätte
Die Heimspiele finden in der Artur-Becker-Halle statt. Diese wird unter Fans und Mannschaft auch „Beckerkarton“ genannt.

## Mannschaft
| Name                  | Position      | Nummer | Kapitän |
| --------------------- | ------------- | ------ | ------- |
| Pierre Clauss         | Außenannahme  | 1      |         |
| Karl Erik Pöhnitzsch  | Außenannahme  | 2      |         |
| Tim Planer            | Libero        | 3      |         |
| Tom Pietzonka         | Mittelblocker | 5      |         |
| Hannes Schindler      | Zuspieler     | 6      |         |
| Jonas Rottosch        | Mittelblocker | 8      |         |
| Peter Miersch         | Diagonal      | 9      |         |
| Felipe Pardini Glaser | Zuspiel       | 10     | X       |
| Philipp Maaß          | Mittelblock   | 11     |         |
| Robert Karl           | Mittelblock   | 12     |         |
| Julius Fritsche       | Libero        | 13     |         |
| Falk Köthen           | Diagonal      | 14     |         |
| Lukas Kreißl          | Außenannahme  | 15     |         |
| Felix Hönemann        | Außenannahme  | 16     |         |
| Benedikt Bauer        | Coach         |        |         |